# Bitwa pod Al-Mazzą
Bitwa pod Al-Mazzą – starcie zbrojne, mające miejsce 24 lipca 1148 roku w ramach II wyprawy krzyżowej w pierwszym dniu walk o Damaszek, zakończone wygraną chrześcijan. 

## Atak krzyżowców na Damaszek i bitwa w gajach
Po przybyciu do Palestyny, król Francji Ludwik VII i król Niemiec Konrad III odbyli naradę z królem Jerozolimy Baldwinem III w sprawie dalszego przebiegu krucjaty. Krzyżowcy europejscy skłonili Baldwina, by poprowadzić wspólną wyprawę przeciwko Damaszkowi. Armia chrześcijańska wyruszyła z Galilei w połowie lipca 1148 i podążyła drogą przez Banijas.
W sobotę, 24 lipca, dotarła pod Damaszek i rozłożyła się obozem na skraju gajów i ogrodów, które otaczały miasto. Łacinnicy zatrzymali się początkowo w miasteczku Manazil al-Asakir, znajdującym się 6 km na południe od Damaszku. Nie pozostali tam długo i jeszcze tego samego dnia przenieśli się do wioski Al-Mazza, bogato zaopatrzonej w wodę. Tam zagrodziły im drogę oddziały damasceńskie. Po krótkiej bitwie, muzułmanie zostali zmuszeni do odwrotu. Po tym zwycięstwie, krzyżowcy rozproszyli się w celu pozbycia się wszystkich żołnierzy nieprzyjaciela, którzy ukrywali się w okolicznych gajach.